# Brachionycha suffusca
Brachionycha suffusca är en fjärilsart som beskrevs av Stanislaus Klemensiewicz 1912. Brachionycha suffusca ingår i släktet Brachionycha och familjen nattflyn. Inga underarter finns listade i Catalogue of Life.